# Subotica
Subotica je najsjeverniji grad u Srbiji, drugi po broju stanovnika u Autonomnoj Pokrajini Vojvodini. Po popisu iz 2011. godine ima 141.554 stanovnika. Udaljena je 10 km od srbijansko-mađarske granice, na sjevernoj zemljopisnoj širini od 46°5'55" i istočnoj zemljopisnoj dužini od 19°39'47". Upravno je središte Sjevernobačkog okruga i općine Subotica. Subotica je kulturno i upravno središte Hrvata i Mađara u Vojvodini.

## Zemljopisni položaj
Grad se nalazi na sjeveru Bačke, u sjevernom dijelu Vojvodine, te je najsjeverniji grad u Srbiji, na samoj granici s Mađarskom.
Smještena je na granici dviju prirodnih cjelina, koje se gospodarski razlikuju, Subotičke pješčare na sjeveru i ravnice na jugu koja je pjeskovita i praporna.
Zemljopisni položaj joj je 46° 5' 55" sjeverne zemljopisne širine i 19° 39' 47" istočne zemljopisne dužine.

## Uprava
Službeni jezici u gradskoj upravi su srpski, mađarski i hrvatski.
Gradske četvrti i gradske mjesne zajednice su: Bajnat, Centar 1, Centar 2, Centar 3 (Tokio), Dudova šuma (Radijalac), Gat, Graničar, Ker, Kertvaroš, Makova Sedmica, Mali Bajmak, Mali Radanovac, Novi Grad, Novo Naselje, Novo Selo, Pješčara, Prozivka, Radanovac (Veliki Radanovac), Senta, Srpski Šor, Šandor,  Teslino naselje, Verušić, Zorka i Željezničko naselje.
Prigradska naselja i prigradske mjesne zajednice su: Bajmak, Bačko Dušanovo, Bikovo, Čantavir, Čikerija, Donji Tavankut, Đurđin, Gabrić, Gornji Tavankut, Hajdukovo, Jožino Selo, Kelebija, Kobin Kraj, Kraljev Brig, Madaraš, Mala Bosna, Mirgeš, Mišićevo, Naumovićevo, Novi Žednik, Novo Selo, Nosa, Palić, Pavlovac, Šebešić, Šupljak, Višnjevac i Žednik.

## Povijest
Subotica se u pisanim dokumentima prvi put spominje 7. svibnja 1391. godine, ali je jamačno ovo mjesto znatno starije, o čemu svjedoče brojna arheološka nalazišta po obodu grada, okolici jezera Ludoš i dr. 
 
Utvrđeno je da su ljudi na ovom prostoru živjeli još prije trije tisuće godina. Sudbinu ovog mjesta bitno je određivao položaj na putu između Europe i Azije, a povijesno na granici dvije sukobljene sile - Ugarske i Turske. 
Vrlo značajni srednjovjekovni nalazi su nađeni u samoj Subotici, kod franjevačke crkve, a 2003. su arheolozi iskopali i temelje rimokatoličke seoske crkve iz 13. stoljeća.
U čestim i velikim seobama u ovu vojnu krajinu došli su mnogi narodi: Hrvati, Mađari, Nijemci, Slovaci, Židovi, Srbi, Grci... Često su se mijenjali gospodari a i ime grada. Od prvog - Zabatka 1391. - promijenjeno je više od 200 naziva, ali su najkarakterističnija imena Szent-Maria, Maria-Theresiopolis, Maria Theresiastadt, Szabadka i Subotica. Izvori na njemačkom bilježe i oblik Sawatitz.
Izgrađena na vjetrometini, na raskrižju putova, ovaj je grad oduvijek bio mjesto burnih povijesnih događaja. Zato je erdeljski vojvoda János Pongrác od Dengelega ovdje 1470. podigao tvrđavu, ali ni ona nije uspela odoliti ljudima i vremenu. Od nje su do danas ostali tragovi na unutarnjem zidu tornja Franjevačke crkve u Subotici. 
16. kolovoza 1502. je godine dalmatinsko-hrvatski i slavonski ban Ivaniš Korvin pred zagrebačkim Kaptolom Mirku Tereku (Imre Török) iz Enjinga dao u zalog utvrdu (castrum) Zabathku i istoimeni grad (oppidum). Iznos zaloga bio je 10 tisuća forinta. Osim utvrde i grada Zabathke, u zalog mu je dao trgovišta Madaraš, Tavankut, Verušić i Sebešić.
Jedna od zanimljivijih osoba subotičke prošlosti, car Ivan Crni, javio se u povijesti poslije poraza mađarske vojske od Turaka na Mohaču 1526. godine. Njegovu tajanstvenost povećavala je crna pruga koja mu se pružala od sljepoočnice do stopala noge, zbog čega su ga i prozvali Crni. On je potisnuo Turke iz Bačke i tu osnovao svoju kratkovjeku slavensku državu, koja je uz Bačku uključivala i sjeverni Banat i mali dio Srijema. Proglasio se carem, a Suboticu je izabrao za prijestolnicu. Poginuo je 1527. u sukobu s ugarskim plemstvom. Poslije četiri stoljeća, na godišnjicu njegove smrti, u Subotici mu je na glavnom trgu podignut spomenik koji je 1941. srušio okupator, a obnovljen je i ponovno postavljen 1991.
Turci su Suboticu zauzeli 1542. godine i vladali njome do 1686.
Nakon protjerivanja Turaka, prvu matičnu knjigu krštene djece u Subotici je 1687. franjevac Bartul Benjović. Franjevci općenito su bili vrlo značajni za Hrvate u Subotici, ali i za osnivanje i opstojnost samog grada Subotice.
1720. je Subotica imala 2376 stanovnika.
Privilegijom iz 1743. godine Marija Terezija proglasila je Suboticu slobodnim komorskim (kameralnim) gradom odnosno trgovištem, za što su Subotičani darovali carici 150 konja. 
4. lipnja 1745. gradsko je vijeće donijelo je prvi gradski statut, koji po procjenama nekih povjesničara policijski proglas. Značaj ovog statuta je u tome što je primjer uporabe hrvatskog jezika u gradskoj administraciji kojim su se služili bunjevački Hrvati na sjeveru Bačke. To je potvrda da je jezik Hrvata tog kraja bio razvijen te je mogao poslužiti i za ovu funkciju. Hrvatski tog subotičkog statuta je ikavica, fonetski slična tekstovima hrvatskih kajkavskih i slavonskih pisaca 18. stoljeća, kojima je kao uzor mađarska grafija. Leksikom i sintaksom vjerojatni su uzor pisana djela hrvatskih franjevačkih pisaca onog vremena.
Za odanu službu subotičkih graničara habzburškom dvoru, Marija Terezija proglasila je Suboticu 1. rujna 1779. slobodnim kraljevskim gradom, davši im povelju Slobodnog kraljevskog grada. Isti dan se danas obilježava kao Dan grada Subotice. Za ovu važnu odluku Subotičani su poklonili carici pet tisuća zlatnika i platili otkup od 166.666 forinti. Status slobodnog kraljevskog grada donio je Subotici veću autonomiju i novo ime - Maria-Theresiopolis. Od te godine počinje planski i ubrzaniji razvoj grada. 
Na popisu stanovništva iz 1785., Subotica je imala oko 20.000 stanovnika, od čega je bilo 17.229 rimokatolika.
Krajem 18. stoljeća su se u Suboticu naseljavali i Mađari, od kojih su neki bili pripadnici protestanskih ispovjedi (evangelici i reformirani). Matice su zabilježile da su ti Mađari prelazili na rimokatoličku vjeru, tako da su u Subotici onda bili samo katolici i pravoslavni.
U vrijeme Srpskog Vojvodstva i Tamiškog Banata, između 1849. i 1860. godine, u strogo centraliziranom sustavu, pažnja se ipak posvećivala i kulturi. Ovdje je 1853. izgrađeno kazalište i mnoge kvartovske škole. 
Poslije nagodbe 1867., sve do 1914. godine, u Subotici se ubrzano razvija građansko društvo, a značajan je i razvoj samog grada. 24. kolovoza 1862. je dobio brzojavnu službu, koja se 1887. ujedinila s poštanskom.
1869. je popis zabilježio Suboticu kao jednog od najkatoličkijih gradova u Ugarskoj, kada je od 56.323 stanovnika 92,7% bilo rimokatoličko.
Subotica je za razliku od nekih drugih bačkih gradova, bila izrazito vjerski konzervativna, tako da je godišnje sklapano samo 1% mješovitih brakova, nasuprot 1879. zabilježenih 4,1% u Somboru, 9,3% u Baji i 17,4% u Novom Sadu
Do prvog svjetskog rata, popisi su redovito bilježili visoke udjele rimokatolika od preko 90%.
Nakon prvog svjetskog rata, hrvatski su se patrioti angažirali da Subotica ne ostane u Mađarskoj, nego da uđe u novu južnoslavensku državu. 10. studenoga 1918. su Gavro Čović, Andrija Ćakić i Remija Miljački i još nekoliko hrvatskih omladinaca istaknuli hrvatsku trobojnicu na toranj Gradske kuće. Uz njih, Joso Mikšić, Antun Crnkovića i Remija Marcikić. 1. siječnja počeli su raditi na žigosanju novčanica i sprovoditi popis stanovništva radi pribavljanja podataka koji bi koristili u delegaciji KSHS na mirovnoj konferenciji u Parizu. Ondje su od Hrvata bili Martin Matić, Josip Velin, Petar Pekić, Josip Vuković – Đido, Šimun Rudić i Franjo Pijuković koji su ondje bili sa zadaćom predati Memorandum saveznicima koji je sastavio Jovan Cvijić. U memorandumu se tražilo da se Bajski trokut te Baranja s Mohačem pripoje novoj južnoslavenskoj državi. Velike su se sile složile po pitanju Subotice, dok za Bajski trokut nije bilo dovoljno potpore, u čemu je negativnu ulogu imao Pašić, koji je trgovao s tim krajem da bi dobio veći dio Banata, koji je imao znatno više Srba nego sjeverna Bačka i Baranja, koje su imale mnoštvo Hrvata.
Komunistička revolucija u Mađarskoj prelila se u Suboticu. 19. na 20. travnja 1920. skupina komunista, većinom Mađara te nešto Hrvata pokušala je izvršiti puč. Vlasti su pobunu ugušile.
Krajem Prvog svjetskog rata srpske i francuske postrojbe ušle su u Suboticu. Na velikoj narodnoj skupštini u Novom Sadu, proglašeno je ujedinjenje Banata, Bačke i Baranje s Kraljevinom Srbijom dok je konačna granica nove države utvrđena u Trianonu 4. srpnja 1920. Jedna od središnjih ličnosti ovog značajnog događaja bio je Blaško Rajić, župnik iz Subotice. 
Nakon što je Subotica postala dijelom Kraljevine SHS, struktura lokalne vlasti je uvelike ostala ista kao dok je bila u Austro-Ugarskoj. Subotica je bila slobodni kraljevski grad. Imala je Senat, a gradonačelnik je ujedno bio i velikim županom.
Vlasti Kraljevine SHS odnosno Kraljevine Jugoslavije su se s nepovjerenjem odnosile prema neslavenskim zajednicama, što je bilo snažno u prvim godinama poraća. Silina toga je pala na subotičke Nijemce, Mađare i Židove, no romantičarske priče o slavenskom bratstvu su brzo splasnule pred stvarnim političkim namjerama i političkom zbiljom srpskih hegemonističkih krugova, jer se pokazalo da su i subotički Hrvati metom pritisaka, što se pokazalo po izgredima počinjenim na katoličkim objektima. Kao najbolji pokazatelj je bilo što su vlasti ignorirale činjenice da se 94% grada služilo latinicom u to vrijeme. Suprotno toj činjenici, svi su javni natpisi bili isključivo na ćirilici, a oni koji su bili na latinici, su nepoznati počinitelji nekažnjeno uništavali. Vladina politika postavljanja srpskih političara na vodeće položaje u gradu i politika ignoriranja Hrvata i ponašanje nekih srpskih političara izazvala veliko nezadovoljstvo bunjevačkih Hrvata koje je išlo čak do ogorčenosti kod dijela te zajednice. Kad je nepopularni Dragoslav Đorđević maknut s dužnosti i postavljen Hrvat Dragutin Karlo Stipić, po Subotici su priređene najveće manifestacije kojima je nazočilo više tisuća građana koji su iskazivali velike izljeve radosti. Subotičke su novine su njegov odlazak popratile naslovom na naslovnici Novo oslobođenje, opisavši njegov mandat "...Đorđević nametnut protiv božjeg i ljudskog prava, da su Srbijanci koji dolaze ovamo kolonijalisti i grabljivci, stručno i moralno nekvalifikovani, siledžije, pokvarenjaci i zabušanti.".
Početkom Drugoga svjetskog rata, 1941. su Suboticu okupirali mađarski fašisti, a oslobodili su je 1944. Subotički partizanski odred i postrojbe Crvene armije. U završnim borbama na željezničkoj postaji poginuo je zapovjednik Odreda, Jovan Mikić Spartak, jugoslavenski reprezentativac i rekorder u atletici, po kojem su atletski i nogometni klubovi iz Subotice dobili ime. 
Subotica se u suvremeni srednjoeuropski grad razvila krajem XIX. i početkom XX. stoljeća. U nepuna dva desetljeća, jednog u XIX. i jedne u XX. stoljeću grad je doživio izuzetni urbani, industrijski, graditeljski i kulturni procvat. Osnovni arhitektonski oblik Subotici dao je bački Hrvat, Tit Mačković, s preko 400 objekata koje je projektirao a prepoznatljivo ruho Subotici dali su i arhitekti Ferenc Raichl, Dezsö Jakab, Komora, Géza Kocka. Brži razvoj obrtništva, industrije i trgovine potaknut je još 1869. dolaskom prvog vlaka, a ubrzan izgradnjom električne centrale 1896. i tramvajskim prometom 1897.
Za izgradnju i gospodarski razvitak grada je mnogo pridonijelo gradonačelnikovanje subotičkog Hrvata Lazara Mamužića, od 1884. do 1902., kada je uglavnom i formiran današnji izgled gradskog središta.
Začetke današnje suvremene industrije nalazimo koncem XIX. i početkom XX. stoljeća: tvrtka za izvoz mesa "Hartmann i Conen" s prvom hladnjačom u zemlji, prvu subotičku tvornicu sumporne kiseline i umjetnog gnojiva "Clotild" osnovanu 1904., braća Ruf su 1917. počeli proizvodnju bombona, industrija električnih motora "Sever" osnovana je 1923.
Prva srednja škola, preteča gimnazije, otvorena je u Subotici 1747., glazbena škola 1868., dom za stare 1766., Palić postaje lječilište 1845., prva tiskara osnovana je 1844., prve novine izašle su 1848., prvu kino predstavu prikazao je ovdje Angelo Bianchi iz Pečuha 1899., a Aleksandar Lifka otvorio je prvi stalni kino 1919. Đuro Stantić osvojio je prvu olimpijsku medalju u Ateni 1906., a Ivan Sarić poletio je zrakoplovom vlastite izrade 1910.
Danas se na Dan grada Subotice dodjeljuju nagrade i priznanja, kao što su "Počasni građanin Subotice" i "Pro urbe".
Dana 20. prosinca 2001. je na inicijativu DSHV-a Skupština općine 
Subotica na sjednici donijela odluke kojima je ponovo uveden hrvatski jezik u službenu uporabu u subotičkoj općini.
Temeljem novog Zakona o teritorijalnoj organizaciji, poslije 50 godina je Subotica vratila status grada. 16. siječnja 2008. je to simbolično i napravljeno, postavljenjem ploče "Grad Subotica" na ulazu u upravno područje ovog grada.
Dana 18. ožujka 2011. je Grad Subotica dobio međunarodno antirasističko priznanje «Miklós Radnóti» Saveza mađarskog pokreta otpora i antifašista, a nagrada će biti uručena na UN-ov Međunarodni dan antirasizma 21. ožujka 2011. godine.

## Subotički gradonačelnici
(popis nepotpun)

## Titula "Počasni građanin Subotice"
(popis nepotpun)
Ova se povelja dodjeljuje na Dan grada Subotice, 1. rujna, kao i nagrada Pro urbe. Uvedena je 19. srpnja 1996., kad je povjerenstvo za dodjelu zvanja 'Počasni građanin' i nagrade 'Pro Urbe' odlučilo da se ova priznanja dodijele 1. rujna 1996. godine.
Dodjeljuje se za istaknuto i trajno životno djelo u području gospodarstva, odgoja i obrazovanja, umjetnosti i znanosti te za rezultate postignute u javnom životu i razvitku kulturnog stvarateljstva. Primatelji mogu biti fizičke osobe koje su svojim djelima i činjenjima pridonijele podizanju ugledu Subotice u zemlji i inozemstvu.
- 1996.: László Pataki, kazališni umjetnik, glumac i redatelj; Vaso Isakov, znanstvenik
- 1997.:
- 1998.: Geza Kopunović, glumac u mirovini
- 1999.: Josip Buljovčić, jezikoslovac, književnik, prevoditelj, jav. i kult. radnik
- 2000.:
- 2001.:
- 2002.: Lazar Merković, hrv. književnik i prevoditelj i Laszlo Toth Bagy, stomatolog
- 2003.: Szilveszter Lévay, amer. skladatelj[32]
- 2004.: Sava Babić, književnik i prevoditelj i László Balla, diplomat, političar, inženjer i športaš[33]
- 2005.: Josip Gabrić, vrhunski športaš, dipl.pravnik i Kornelije Kovač, skladatelj[34]
- 2006.: Andrija Kopilović, prorektor Teološko-katehetskog instituta, rektor svetišta Majke Božje na Bunariću
- 2007.: Boško Krstić, novinar, urednik i književnik i György Szórád, bivši subotički gradonačelnik.
- 2008.: Béla Duránci, erudit, povjesničar umjetnosti, čuvar kulturne baštine i msgr József Miócs, svećenik, glazbeni pedagog, odgajatelj i ravnatelj zbora
- 2009.: Ante Sekulić, hrv. književnik i akademik i Zvonko Bogdan, estradni umjetnik
- 2010.: Marko Peić, hrv. književnik i kazališni kritičar[35]
- 2011.: Stevan Vasiljev, profesor i Ottó Tolnai, književnik[36]
- 2012.: Nikola Ilanković, neuropsihijatar i doktor medicinskih znanosti i Lajos Tóth, sveuč. profesor i pedagog (postumno)[37]
- 2013.: predloženi su Radomir Konstantinović, književnik i filozor i Naco Zelić, dipl. pravnik u mirovini i kulturni pregalac, prijedlog nisu poduprijeli Klub vijećnika Srpske napredne stranke (SNS), ni vijećnici iz nehrvatske opcije Bunjevaca, kojima je smetao naziv "bunjevački Hrvat"[38][39]
- 2014.: Pisac, publicist i urednik Károly Dudás i karikaturist i ilustrator Milenko Kosanović[40]
- 2015.: Gyula Szőlősi, hidrobiolog, doktor bioloških znanosti, sveučilišni profesor u mirovini, koji je svoj znanstveno – istraživački rad posvetio Palićkom i Ludaškom jezeru[41]

## Stanovništvo
Grad Subotica ima 141.554 stanovnika, urbano područje (naselja Subotica i Palić) ima 105.681, a samo naselje Subotica ima 97.910 stanovnika. Po popisu stanovništva u Republici Srbiji 2011. po nacionalnoj pripadnosti broj stanovnika: Mađari 34.511 (32,66%), zatim Srbi 31.558 (29.86%), pa stanovnici izjašnjeni kao Bunjevci (8,74%), Hrvati (9,18%), zatim izjašnjeni kao Jugoslaveni (2,58%), Romi (2,45%), Crnogorci (1,14%) i ostali.  
Povijesna naseljenost:
- 1919.: 101.286
- 1931.: 100.058

Valja navesti da u rečenim popisima, oko polovice stanovništva je bilo u samom gradu, dok je druga polovica bila po okolnim salašima i pustarama, koje su bile uračunate u grad Suboticu.

### Mađari u Subotici
- Po popisu 1919., u Subotici je bilo 19.870 Mađara od ukupno 101.286 stanovnika.
- Po popisu 1931., u Subotici je bilo 39.108 Mađara od 100.058 stanovnika.

### Srbi u Subotici
- Po popisu 1919., u Subotici je bilo 8.737 Srba od ukupno 101.286 stanovnika.
- Po popisu 1931., u Subotici je bilo 10.054 Srba od 100.058 stanovnika.

### Hrvatiu Subotici
Dana 31. srpnja 1743. je na sjednici Gradskog vijeća izabran za "prvog sudca" (što je onda zapravo značilo biti prvi čovjek u gradu) Stipan pl. Vojnić. Ista sjednica je bila sazvana radi sprovođenja Privilegije o statusu slobodne povlaštene komorske varoši Sveta Marija (Szent Mária), nekadašnjeg Subotičkog vojnog šanca. 
Godine 1747. je u Gramatikalnoj školi izvedena prva kazališna predstava na hrvatskom jeziku u Subotici. Odonda je to postalo tradicijom da se krajem školske godine, na hrvatskom, latinskom i mađarskom jeziku izvode kazališne predstave za učenike i roditelje.
Subotica je početkom 20. stoljeća bila grad s najviše Hrvata na svijetu, više nego što je imao Zagreb.  
U popisima iz 19. stoljeća nailazi se na veliku stavku "Bunjevci" prema stavci "Hrvati", ali treba uzeti u obzir činjenicu da je to rađeno u doba dok je Subotica bila dio Ugarske. Tadašnjim ugarskim vlastima nije bio probitak imati jačajuće nacionalne osjećaje "manjina" (hrvatske, srpske, njemačke, slovačke, rusinske, židovske, rumunjske) u rubnim područjima Ugarske, jer je postojala izgledna opasnost da Mađari postanu manjina u velikom dijelu "uže Ugarske", te je stoga ugarska vlast provodila snažnu politiku asimilacije. 
Za gradonačelnikovanja subotičkog Hrvata Lazara Mamužića 1884. – 1902., njegova politička marljivost i agilnost je pridonijela gospodarskom poletu grada i građevinskom uređenju današnjeg središta Subotice.
Godine 1901. su mjesni Hrvati osnovali nogometni klub "Bácska Szabadkai Athletikai Club". Da bi istaknuli hrvatstvo, klupski grb sadržavao je hrvatski šahirani grb.
Potvrda o malo drukčijoj stvarnoj nacionalnoj slici mogla se vidjeti kad su krajevi koji su bili dio Ugarske, prešli pod druge države, te su se ne računajući uzajamne seobe u matične države, pojavili "skokovi" broja pripadnika manjinskih naroda, a pada broja Mađara i, u hrvatskom slučaju, Bunjevaca. Hrvatski, ali i problem nekih drugih manjina, bilo je što su austrougarske vlasti podupirale autonomaške osjećaje. Uspješnim oblikovanjem nacionalne svijesti, autonomaške su stranke i ideje gubile utjecaj u Austro-Ugarskoj.
Ipak, zbog činjenice da je grad ostao izvan matice Hrvatske sve vrijeme i nije bio dijelom autonomne Hrvatske, niti u zasebnoj upravnoj jedinici u kojoj su Hrvati bili izrazita većina, kao što je bila Dalmacija, nego u izrazito asimilirajućoj jedinstvenoj Ugarskoj, tamošnji su Hrvati ostali izvan zamaha preporodnih događaja u Hrvatskoj i Subotica nije postala glavnim hrvatskim kulturnim središtem, nego je to postao Zagreb.
Poslije rata na mirovnoj konferenciji u Parizu odlučivalo se o područjima Istre i Bačke, koje su zemlje susjedi Kraljevine SHS htjele pripojiti sebi. Hrvatska izaslanstva Istre i Bačke nisu se ispunila, jer veći dio tih krajeva pao je pod Italiju odnosno Mađarsku. Rapallskim sporazumom veliki dio Hrvata i Slovenaca Istre pripao je Italiji koja se nije dobro odnosila prema njima, što je potaklo iseljavanje slavenskog stanovništva, Hrvata i Slovenaca. O odnosima talijanskih vlasti prema Slavenima izvještavao je subotički Neven. Mnogi su Hrvati optirali za Kraljevinu SHS. Dio je završio u Subotici, od kojih su neki postali poznati sudionici javnog života grada: Ivan Žigante, Antun Grebl, Lovro Škaljer i Viktor Škaljer iz Pule, Josip Hološi, Antun, Franjo i Drago Flego iz Buzeta, Josip Rakić iz Pomera, Josip Zidarić i Ćirič Žigante iz Sovinjka, Jakov Lirič i Antun Laginja iz Žminja, Josip Gomboc, Branislav Pavlović, Josip Vivoda i Milan Viličić iz Trsta i drugi, a najpoznatije ime bio je Mijo Mirković, koji je osobito utjecao na Jovana Mikića Spartaka.
- Po popisu 1919., u Subotici je bilo 65.135 Hrvata (mahom iz skupine Bunjevaca).
- Po popisu 1931., u Subotici je bilo 45.792 Hrvata od 100.058 stanovnika.

U međuratnom razdoblju 1918. – 1941., subotička hrvatska inteligencija je studirala mahom u Zagrebu.

Hrvatska prosvjetna zajednica, predvođena biskupom Lajčom Budanovićem je pokrenula 1934. održava Razgovor, okupljanje Hrvata u Subotici, a koncepcija tog okupljanja je bila razglabanje određene bitne teme iz života Hrvata u Bačkoj, odnosno, Razgovor je bio mjestom izrečenja "trenutka istine" o toj temi. Okupljanje je postalo tradicionalno, i održavalo se do 1941., kada ga je prekinuo Drugi svjetski rat i pripojenje grada Horthyjevoj Mađarskoj. Oslobođenje od okupatora nije vratilo ovo hrvatsko okupljanje, a nove socijalističke vlasti nisu pokazivale interese za obnovom jedne hrvatske manifestacije (koju je pokrenula katolička Crkva) i nastao je prekid koji je trajao sve do 1990. i demokratskim promjenama u SFRJ. Tada je Katolički institut za kulturu, povijest i duhovnost Ivan Antunović obnovio ovo okupljanje.
Dana 23. siječnja 1937. godine, Subotica dobiva još jednu hrvatsku ustanovu, kada Kraljevska banska uprava iz Novog Sada odobrava djelatnost Hrvatske kulturne zajednice, organizacije osnovane 1936., a kojoj je predsjedao Blaško Rajić.
Godine 1941. godine, subotički nogometni klub, HAD "Bačka", je sudjelovao u prvenstvu hrvatskog nogometnog saveza (to se prvenstvo danas piše kao jedno od prvenstava Hrvatske). Napomenimo da je ovo prvenstvo održano prije napada Osovinskih zemalja na Kraljevinu Jugoslaviju.
Nažalost, u sklopu jugounitarističkih mjera i Hrvatima nesklonih krugova, hrvatske ustanove u Subotici su vrlo brzo preimenovane, tako da se pridjev "hrvatski" uklonio iz naziva, a riječi na hrvatskom su zamijenjene srpskima. Novina "Hrvatska riječ" je 1956. preimenovana u "Subotičke novine", Hrvatsko narodno kazalište je preimenovano u "Narodno pozorište", a nogometni klub HAŠK "Građanski" (prijeratni HAD "Bačka", koji je nakon oslobođenja uzeo to ime) je u ožujku 1946. preimenovan u FD "Sloboda", uz uklanjanje hrvatskog grba iz klupskog amblema.
Šezdesetih je godina zaslugom mjesnog Hrvata, prim. dr. Vinka Perčića, Subotica postala najjačim središtem jugoslavenske gastroenterologije i interne medicine, a u tom području, Subotica je postala poznata i međunarodnim medicinskim krugovima zahvaljujući stručnom skupu "Internistički dani", kojeg je pokrenuo dr Perčić 1961. godine. Isti skup se održavao do 1974.
Godine 1969. je bio osnovan ogranak Matice hrvatske (osnivači su bili Balint Vujkov, Matija Poljaković, Naco Zelić, Lazar Merković, Josip Buljovčić i ostali). Slomom hrvatskog proljeća, ogranak je ugašen, a brojni njeni članovi i u Vojvodini su izgubili radna mjesta, šikanirani na razne načine, prisiljeni iseliti u SR Hrvatsku, sve zato što su bili članovima jedne kulturne ustanove s hrvatskim predznakom.
Od tog udara Subotica je izgubila jedan duhovno-kulturni i politički kontinuitet, i odonda onamošnji Hrvati se nalaze u jednoj praznini, i posljedice te antihrvatske proljećarske čistke se osjećaju i 30 godina poslije, odnosno, kako je bački hrvatski književnik Vojislav Sekelj slikovito kazao Ivanu Zvonimiru Čičku: "Zagreb je manje stradao u tom kontekstu od Subotice, jer je za Suboticu odlazak stotinu intelektualaca teško nadoknadiv gubitak, a opet oni koji su ostali, bili su ušutkani."
Rad joj je obnovljen pod "opreznijim" imenom, kao "Bunjevačka matica", koje nije bilo iritirajuće srpskim ekstremistima, u tada još ratno doba, 6. rujna 1995. Tri godine poslije, poboljšanjem odnosa Hrvatske i Srbije, su se stekli uvjeti za davanje imena s hrvatskim predznakom te je obnovljena ustanova preimenovana 26. svibnja 1998. u "Matica hrvatska Subotica".
Po stanju od 15. prosinca 2002., Subotica je davala 91 elektora u Hrvatsko nacionalno vijeće Republike Srbije.
Početkom školske godine 2007/08. je krenula nastava na hrvatskom jeziku u subotičkoj gimnaziji.
Po stanju iz 2003., Subotica je imala 878 ulica, od čega 240 ima hrvatske nazive koje su dobile po znamenitim Hrvatima i hrvatskim toponimima.
Dana 23. lipnja 2023. u Subotici je otvoren Hrvatski dom – Matica, čiji je kamen temeljac položen u travnju 2021., u cijelosti financiran potporom Vlade Republike Hrvatske. Otvorenju su prisustvovali predsjednik hrvatske Vlade Andrej Plenković i predsjednica srbijanske Vlade Ana Brnabić, osmero hrvatskih župana, ministri, parlamentarni zastupnici, gradonačelnici, načelnici i čelnici različitih ustanova iz Hrvatske, Srbije, Mađarske i Crne Gore.

#### Hrvatske ustanove i manifestacije
Nadnevak osnivanja je u zagradama.
| - Bunarićko proštenje - Glazbeno popodne - Dužijanca - Hrvatsko prosvjetno društvo "Neven" (29. kolovoza 1920.) - Hrvatsko pjevačko društvo "Neven" (4. prosinca 1920.) - Kolo mladeži - Katolički krug - Bunjevačka prosvjetna matica (1925.) - Bunjevačko momačko kolo (1920.) | - crkveno društvo Križara - crkveno društvo Križarica - Katolička čitaonica - Kolo mladih nevenaša - Školska zadruga - Hrvatski katolički orao (1921.) - Hrvatska katolička orlica - Matica subotička (1933.) | - Hrvatsko seljačko prosvjetno društvo - Seljačka i gospodarska sloga - Katoličko divojačko društvo - Dobrotvorna zajednica Bunjevaca - Hrvatsko pjevačko društvo "Neven" - Hrvatski prosvjetni dom - Hrvatska kulturna zajednica (1936.) - Pučka kasina 1878 - Hrvatsko akademsko društvo Antunović (1924.) - Pučki krug - Bunjevačko omladinsko društvo - Hrvatski sokol (1925.) | - hrvatski kulturni centar "Bunjevačko kolo" - Hrvatska čitaonica - Festival bunjevački pisama - Dani Balinta Vujkova - HosanaFest - Društvo sv. Jeronima - Zemljodilska kasina (1922.) - NIU "Hrvatska riječ" - Matica hrvatska - ogranak Subotica - Hrvatski informatički centar - Hrv. društvo za pomoć učenicima "Bela Gabrić" - Hrvatsko akademsko društvo - Hrvatski demokratski forum – Preporuke iz Lemeša (2008.) |

#### Protuhrvatski ispadi
- Godine 2004. su novinarima "Hrvatske riječi" upućivane prijetnje smrću i oskrvnjena su katolička groblja.[49]
- 18. lipnja 2007. je usred dana bejzbolskom palicom i metalnom šipkom pretučen predsjednik Hrvatsko-bunjevačko-šokačke stranke Blaško Temunović, uz psovanje "ustaške majke".[50]

### HNK u Subotici
Poslije 1945. godine, kratko vrijeme je postojalo Hrvatsko narodno kazalište u Subotici (slika   Arhivirana inačica izvorne stranice od 29. prosinca 2007. (Wayback Machine)), čija je jedna od akcija bila, primjerice, i dvanaestodnevno gostovanje na gradilištima duž kasnije autoceste Zagreb-Beograd (od 25. srpnja do 5. kolovoza).
Također, 31. svibnja su izašle novine "Hrvatska riječ" (pod tim imenom od 26. kolovoza 1945.). Štoviše, "slavenskom jeziku se predstave u subotičkom kazalištu održavalo još od 1862., još tijekom 2. svjetskog rata je utemeljeno Hrvatsko narodno kazalište, koje je prvu predstavu odigralo 1945. 1954. je HNK preimenovano u "Narodno pozorište" ". 
Za vrijeme postojanja Opere i baleta u Subotici, vrijedi istaknuti imena redatelja Milana Asića i solo sopranistice Jelke Asić.
Danas je kazališni život na hrvatskom jeziku u Subotici osuđen na to da živi samo od gostovanja kazališnih trupa iz Hrvatske, dok, s druge strane, Subotica uopće ne financira uspostavu i postojanje drame na hrvatskom jeziku.

### Nijemci u Subotici
- Po popisu 1919., u Subotici je živio 4.251 Nijemac od ukupno 101.286 stanovnika.

Kad se Nijemce 1945. slalo u logore, mjesni bunjevački Hrvati, iz Šandora (danas služb. "Aleksandrovo") su se složili da nije u redu da se njemačka djeca mlađa od 16 godina odvoze u logor, odlučivši ih primiti kod sebe u svoje domove, čuvavši ih kao svoju djecu. Jasno, starija djeca su bila zadužena i pomagati na gospodarstvu i u domaćinstvu. Tim primanjem djece kod sebe, je, pokazalo se, bilo je spasonosnim za tu djecu.
Od 1998. na inicijativu Njemačkog narodnog saveza - kulturne organizacije Nijemaca u Subotici, na Radiju Subotici pokrenuta je emisija na njemačkom jeziku, prva takva u Srbiji nakon više od pola stoljeća.

### Židovi u Subotici
Prvi se Židovi (Aškenazi) naseljavaju u Subotici 1775. Dotada su Židovi bili u Subotici postojali samo kao zajednica u prolazu, uglavnom radi trgovačkih poslova.
1786. je u Subotici osnovana židovska općina.
Nakon višedesetljetnih peripetija, Židovi su 1817. dovršili gradnju ortodoksne sinagoge.
Općina reformiranih Židova (neološka općina) 1902. je sagradila svoju velebnu sinagogu.
Nakon zakona iz 1867., kojim se još više emancipirala židovska zajednica u Austro-Ugarskoj, židovska zajednica dobiva krila za gospodarski polet.
Uoči rata, 1914., subotički su Židovi bili urednicima nekoliko subotičkih mađarskih listova: Ferenc Fenyves je uređivao Bácsmegyei Napló, Henrik Braun Bácskai Hirlap, D. Klein Zsidó Autonomia, B. Pusztai Szabadkai Ujság, Vajda Hétfői Ujság, Szabados Hétfői Hirek. List subotičkih Hrvata Neven zabilježio je značaj židovske zajednice riječima: "Ovog naroda jedva ima u Subotici i umne radnike on daje. Nepravedno je svako ogovaranje takog naroda, koji tako požrtvovno služi javnost, kao žudije novinari, jer novinari gladuju i služe opću stvar, pa još tako zamašnu stvar."
Prvi svjetski rat nije poremetio rad i cjelovitost židovske zajednice. Gospodarski polet se još više nastavio, a vrhunac doseže pred drugi svjetski rat. U to vrijeme je bilo nešto manje od 5 tisuća članova židovske zajednice. 
- Po popisu 1919., u Subotici je bilo 3.293 Židova od ukupno 101.286 stanovnika.

Subotički Židovi su bili dali poznate mačevaoce iz svog športskog kluba Hakoaha koji su bili državni prvaci Stevana Singera, Franju Fröhlicha (olimpijski reprezentativac 1928.) i Tibora Ladanya.
1940. dolazi do prvih udara na građanska prava subotičkim Židovima, kao što je bio to slučaj i drugdje u Kraljevini Jugoslaviji. Zbog utjecaja moćnih nacističkih država i pronacifašističkih krugova u jugoslavenskoj vladi, doneseni su pravni akti kojim se ograničilo pravo židovskoj mladeži na školovanje, a Židovima se općenito zabranilo trgovinom prehrambenim proizvodima.
Za nacističke okupacije, subotički Židovi trpe veliki udar, tako da kraj rata Subotica s bližim naseljima ima nešto preko 1.200 pripadnika židovske zajednice.
Ipak, nakon rata su se Židovi pribrali i obnovili rad svoje općine.

### Romi u Subotici
Romi su također bitna zajednica u Subotici od starih vremena.
Uredbom austrijske carice Marije Terezije, mjesne Rome glazbenike se prisililo na naseljavanje gradske jezgre. U tom, 18., i idućem, 19. stoljeću, osnovali su se prvi romski orkestri u Subotici; članovi tih orkestara su bili gornjim slojem subotičke romske zajednice. Iste Rome se nazivalo "gradskim Romima".

## Vjera

### Rimokatolici u Subotici
Subotička stolna bazilika je katedrala svete Terezije Aviljske. 

## Kultura
- Narodno kazalište (srp. Narodno pozorište, mađ. Nepsinhaz)
- Zavičajna galerija "Dr Vinko Perčić"[61]
- Gradska knjižnica,[61] utemeljena 13. listopada 1890.
- Gradski muzej[61]
- Galerija Izlog[61]
- Moderna galerija Likovni susret[61]
- Subotička filharmonija
- Povijesni arhiv Subotica

Od 2002., u Subotici se održava pokrajinska smotra recitatora na hrvatskom jeziku, koja ima za cilj njegovanje hrvatskih govora u Vojvodini: bunjevačke i šokačke ikavice te standardnog hrvatskog jezika.

### Festivali
- Festival bunjevački pisama
- HosanaFest
- Europress – TravelFest

## Promet
Subotica je veliki je procvat doživjela kad je željeznicom bila povezana sa Segedinom 1869. godine. 

## Gospodarstvo
- industrija čokolade "Pionir"
- industrija elektromotora "Sever"
- tvornica vagona "Bratstvo"
- tvornica umjetnog gnjojiva "Azotara"
- tvornica kruha i peciva "Fidelinka"
- "Mlekara"
- mesna industrija "29. novembar"
- Agrokombinat
- tvornica bicikala Partizan
- tvornica pozamanterije Mladost
- kemijska industrija Zorka

U Subotice se od zadnjeg tjedna listopada 2007. održava i "Subotički međuregionalni privredni sajam" (Subotički interregionalni privredni sajam), pod pokroviteljstvom subotičke općine, ali i uz potporu Europske agencije za rekonstrukciju.

## Okolna mjesta
Bajmak, Bački Vinogradi, Bačko Dušanovo, Bikovo, Čantavir, Donji Tavankut, Đurđin, Gornji Tavankut, Hajdukovo, Kelebija, Mala Bosna, Mirgeš, Mišićevo, Novi Žednik, Šupljak, Višnjevac i Žednik.

## Šport
Dan 28. ožujka 1897. (prema nekim drugim izvorima 4. travnja) osnovan je prvi subotički Šahovski klub.
U Subotici je 23. srpnja 1901. odigrana prva nogometna utakmica na prostoru potonje SFRJ, na igralištu kod Somborske kapije. Susret su odigrali Nogometni odjel Subotičkog športskog društva (utemeljen 1894.) i momčad Mohačkog gimnastičkog društva. Pobijedili su Subotičani 4:2.
Subotica je poznata i po tradiciji vrsnih hrvača. U Subotici se u listopadu održava i "trkački dan" na Gradskom hipodromu, u organizaciji konjičkog kluba "Bačka".
Subotica ima veliku tradiciju hokeja na travi. Taj se šport igra u Subotici još iz vremena stare Jugoslavije, i pritom je bila jedan od prvih gradova gdje se zaigrao hokej na travi. Otkad su krenula organizirana natjecanja, sastavi iz Subotice (Subotičanka, Zorka) su bile u gornjem domu jugoslavenskog hokeja na travi. Taj status je zadržao i danas (stanje 2006.); hokejaši Elektrovojvodine su državni prvaci i u 21. stoljeću.
Grad je Subotica poznat kao "grad športova". U Subotici djeluje mnoštvo športskih društava:
- Sportsko društvo "Jovan Mikić - Spartak", koje je iznjedrilo mnoge velikane,[65] a unutar kojeg valja istaknuti:
  - nogometni klub Spartak
  - hrvački klub Spartak
  - ženski rukometni klub Spartak
- sportsko društvo "Pionir"
- sportsko društvo "Sever"
- sportsko društvo "Zorka"

U subotička športska društva možemo ubrojiti i Omladinsko sportsko društvo "Palić" iz Palića .
Od nogometnih klubova, za subotički športski život su bili značajni i:
- NK Bačka 1901 Subotica
- Bunjevački šport klub
- JSK Zrinjski

Danas su najaktivniji ovi športski klubovi:
- atletika: Spartak, Ahiles, Tron
- američki nogomet: Spartanci
- automobilizam i motociklizam: Sagmeister racing team
- biciklizam: Spartak
- boks: Spartak
- bowling: Krupari
- dizanje utega: Spartak
- džudo: Spartak
- gimnastika: Partizan
- hokej na ledu: Spartak
- hokej na travi: Spartak Elektrovojvodina
- hrvanje: Spartak, Subotica, Aleksandrovo
- karate: Enpi, Spartak, Okinava
- klizanje i brzo klizanje: Spartak
- konjički šport: Bačka, Linda
- košarka: MKK Spartak, ŽKK Spartak, Prozivka, OKK Spartak
- kuglanje: Pionir
- mačevanje: Spartak
- nogomet: Spartak Zlatibor voda, ŽFK Spartak, Bačka, Elektrovojvodina,[67] Lokomotiva,[68] Preporod, Sever, Solid,[69] Hajduk, Subotica[70]
- odbojka: MOK Spartak, ŽOK Spartak, Volleyball 2000
- plivanje: Spartak
- rukomet: MRK Spartak Voj-Put, ŽRK Spartak
- stolni tenis: Spartak
- šah: Spartak, Zrinjski
- tenis: Spartak
- vaterpolo: Spartak
- streljaštvo i streličarstvo: Vojnik, Artemis, Veteran

Subotički nogometni niželigaši bili su: Partizan, Jedinstvo, Tekstila, S.N.D. Sloga Subotica.

## Poznate osobe
- Géza Csáth, mađarski književnik, glazbenik, glazbeni kritičar i psihijatar
- Marko Dmitrović, srbijanski nogometaš
- Andrija Fuderer, belgijsko-hrvatski šahist
- Nikola Kalinić, srbijanski košarkaš
- Zoran Kalinić, srbijanski stolni tenisač
- Danilo Kiš, srbijanski književnik
- Dezső Kosztolányi, mađarski pisac, novinar i prevoditelj
- Péter Lékó, mađarski šahist
- Sylvester Levay, mađarski skladatelj
- Luka Lipošinović, hrvatski nogometaš
- Käthe von Nagy, mađarska glumica
- Tihomir Ognjanov, srbijanski nogometaš
- Momir Petković, srbijanski hrvač
- Bojana Radulović, mađarska rukometašica
- László Szabados, mađarski plivač
- Davor Štefanek, srbijanski hrvač

## Gradovi pobratimi/prijatelji/suradnici
| Odorheiu Secuiesc | Dunajska Streda | Segedin | Olomouc |

### Gradovi partneri
| - Osijek - Baja - Budimpešta - Kečkemet - Olaš (Halaš) | - Zirc - Ulm - Namur - Turku | - Tilburg - Izola - Wolverhapmton - Kanjiža - Elche | - Akron, Ohio - Andzabeg (od 2011.) |

## Galerija slika
- Spomenik Sv Trojstva
- Unutrašnjost Gradske kuće
- Palača Hotela Adolf
- Narodno kazalište
- Spomenik Caru Jovanu Nenadu
- Spomenik palim borcima i žrtvama fašizma

## Zanimljivosti
Subotica je svoje društvo esperantista dobila 8. srpnja 1951.
Subotica je 1968., za vrijeme intervencije sovjetskih postrojbi i još nekih zemalja Varšavskog pakta, udomila dvije tisuće građana ČSSR po hotelima, internatima, domovima, u Vikend naselju na Paliću, osiguravši im sve uvjete za ugodan boravak.

## Vanjske poveznice
| Općenito: - Službene stranice općine Subotica Arhivirana inačica izvorne stranice od 24. lipnja 2007. (Wayback Machine) - Subotica - Grad na dlanu Neslužbeni gradski portal - Mapa grada Arhivirana inačica izvorne stranice od 24. lipnja 2007. (Wayback Machine) - Generalni plan Arhivirana inačica izvorne stranice od 28. rujna 2007. (Wayback Machine) veliki (PDF) - eng. {{{1}}} Ferdinand, S. and F. Komlosi. 2017. The Use of Hungarian and Serbian in the City of Szabadka/Subotica: An Empirical Study, Hungarian Cultural Studies, Volume 10. Accessed 08 September 2017. - Povijest Židova u Subotici Arhivirana inačica izvorne stranice od 9. listopada 2007. (Wayback Machine) - (srp.) Dnevnik Arhivirana inačica izvorne stranice od 16. prosinca 2007. (Wayback Machine) Manjinske nacionalne zajednice u Vojvodini: Židovi - Subotica.info[neaktivna poveznica] Mirko Grlica: Subotica koje nema | Mediji: - Radio-Subotica Arhivirana inačica izvorne stranice od 18. ožujka 2009. (Wayback Machine) Radio-Subotica - Uredništvo na hrv. jeziku - Subotičke novine Arhivirana inačica izvorne stranice od 18. kolovoza 2007. (Wayback Machine) Građanski list o Subotici - Subotičke Arhivirana inačica izvorne stranice od 8. srpnja 2007. (Wayback Machine) - Subotica.info Arhivirana inačica izvorne stranice od 15. srpnja 2007. (Wayback Machine) Fotografije, mjesta, ljudi, događaji | Šport: - (srp.) OFS Subotica Arhivirana inačica izvorne stranice od 28. rujna 2007. (Wayback Machine) - (srp.) Svi jubileji subotičkih sportskih kolektiva Arhivirana inačica izvorne stranice od 28. rujna 2007. (Wayback Machine) |